# Mirko Uhlig
Mirko Uhlig (* 1981 in Aachen) ist ein deutscher Musiker der experimentellen elektronischen Musik. Er veröffentlichte auch unter dem Namen Aalfang mit Pferdekopf.

## Musik
Die ersten Alben, welche noch stark unter dem Einfluss von Musique-Concrète-Techniken und den surrealen Sound-Collagen der Gruppen Nurse With Wound und Hirsche nicht aufs Sofa entstanden, erschienen von 2004 bis 2006 unter dem Pseudonym Aalfang mit Pferdekopf auf verschiedenen internationalen Kleinlabels (z. B. Field Muzick, Einzeleinheit, taâlem und Mystery Sea). Mit der Vinyl-EP "Fragment 36" (auf Drone Records) beendete Uhlig zunächst das Projekt, um die nun weitaus minimalistischere Musik unter einem weniger assoziativen Namen zu veröffentlichen. Das erste Album unter eigenem Namen (VIVMMI) erschien auf dem mit Tobias Fischer (tokafi, Feu Follet) gegründeten Label Ex Ovo im Frühling 2006. Neuere Veröffentlichungen vermischen die collagenhafte Geräuschmusik mit den minimalistischeren Drone-Experimenten.
Als musikalische Inspiration gelten unter anderem La Monte Young, frühe Tangerine Dream, Brian Eno, Nurse With Wound sowie William Basinski, Christoph Heemann, Andrew Chalk und Hafler Trio.

## Diskographie

### Als Aalfang mit Pferdekopf
- 2004: Figuren In Der Nacht, Geführt Von Der Leuchtspur Der Schnecken (Split-Album mit Rostiges Riesenrad auf Grottenvolk Rundfunk)
- 2004: Mezethakia Mukabalatt (Album, Eigenproduktion)
- 2004: Im Schlachthaus Blühen Die Blumen (Album, Eigenproduktion)
- 2005: Genmaicha : At The Opal Seashore (Album auf Mystery Sea)
- 2006: Fragment 36 (EP auf Drone Records)
- 2010: Hermit Haven (Album mit Dronæment auf Tosom)
- 2011: Is It Possible To Be At War With You? (Album auf Dying For Bad Music)
- 2012: Mutatis Mutandis (Album auf Attenuation Circuit)
- 2012: Kindspechleber (Album auf Empiric Records)

### Als Mirko Uhlig
- 2006 VIVMMI (Album auf Ex Ovo)
- 2007 Storm: Outside Calm Tamed (EP, Eigenproduktion)
- 2007 The Rabbit's Logbook (EP auf Field Muzick)
- 2007 Farewell Fields (mit Dronæment, auf Nextera)
- 2008 The Nightmiller (Album auf Mystery Sea)
- 2008 The Vertical Horse Lesson (EP mit Marcus Obst, auf Ibrik)
- 2009 Supper (Album auf Afe Records)
- 2009 Gyokuro (Album auf Gears of Sand)
- 2009 Sanddorn (7" mit N, veröffentlicht in Kooperation auf Ex Ovo und Genesungswerk)
- 2009 VIVMMI (LP-Wiederveröffentlichung auf Plinkity Plonk)